# リープヘル
リープヘル（独: Liebherr）とは、ドイツの建設機械メーカーを母体とした企業体である。

## 概要
リープヘルグループ（Liebherr Group）は、スイスのリープヘルインターナショナルを持ち株会社とし、グループ企業は完全な同族経営である。世界17ヵ国に生産販売・サービス拠点を置き、グループの従業員数は5万1,300人に達する。中心となるリープヘル社は、ハンス・リープヘルによって1949年に創業され、本拠地をヴュルテンベルク州ビーベラハ・アン・デア・リス（単にビーベラハ、またはビベラッハ、ビーベラッハとも：Biberach an der Riß）に置く。

### 歴史
創業者のハンス・リープヘルは13歳から継父の下に弟子入りして職人の道に入った。第2次世界大戦中は工兵部隊の所属となりロシア戦線で橋の建設に従事。その過程で建設機械の重要性に気づき、終戦後、30代半ばになった彼は地元の仲間および職人達と小さな工場を興し、建設用タワークレーンを独自開発した。組み立てやすく手頃と評価された同社のクレーンは多くの顧客を獲得していった。これが同社の原点である。

### 事業部門
タワークレーンの製造から始まった同社には、以下の13部門がある。
土木機械
油圧ショベルやブルドーザー、ダンプカーなど
マテリアルハンドリング
ホイールローダーなどマテリアルハンドラー
地盤改良技術
ロープショベル、杭打ち機や掘削装置など
鉱業技術
鉱業用ダンプトラックなど
移動式クレーン
モバイルクレーン（オールテレーンクレーンなど）、クローラクレーン、タワークレーンの機能を有する移動式クレーン（MKシリーズ）など
タワークレーン
起伏式・水平式さまざまなタワークレーン
コンクリート工学
トラックミキサーなど様々な撹拌器
海上貨物・建設
クレーン船、ガントリークレーンなど海上・港湾クレーンをはじめ、リーチスタッカーなどの港湾備品
工作機械・オートメーションシステム
ホブ盤など歯切り盤
航空・交通システム
エアバス・インダストリーの主要サプライヤーである。与圧装置や航空機用のトランスミッションなど
コンポーネント
ディーゼルエンジンから歯車・ねじまで
家電
冷蔵庫、冷凍庫、ワインセラーなど
ホテル
インターアルペンホテルチロルなど

### 同社の製品

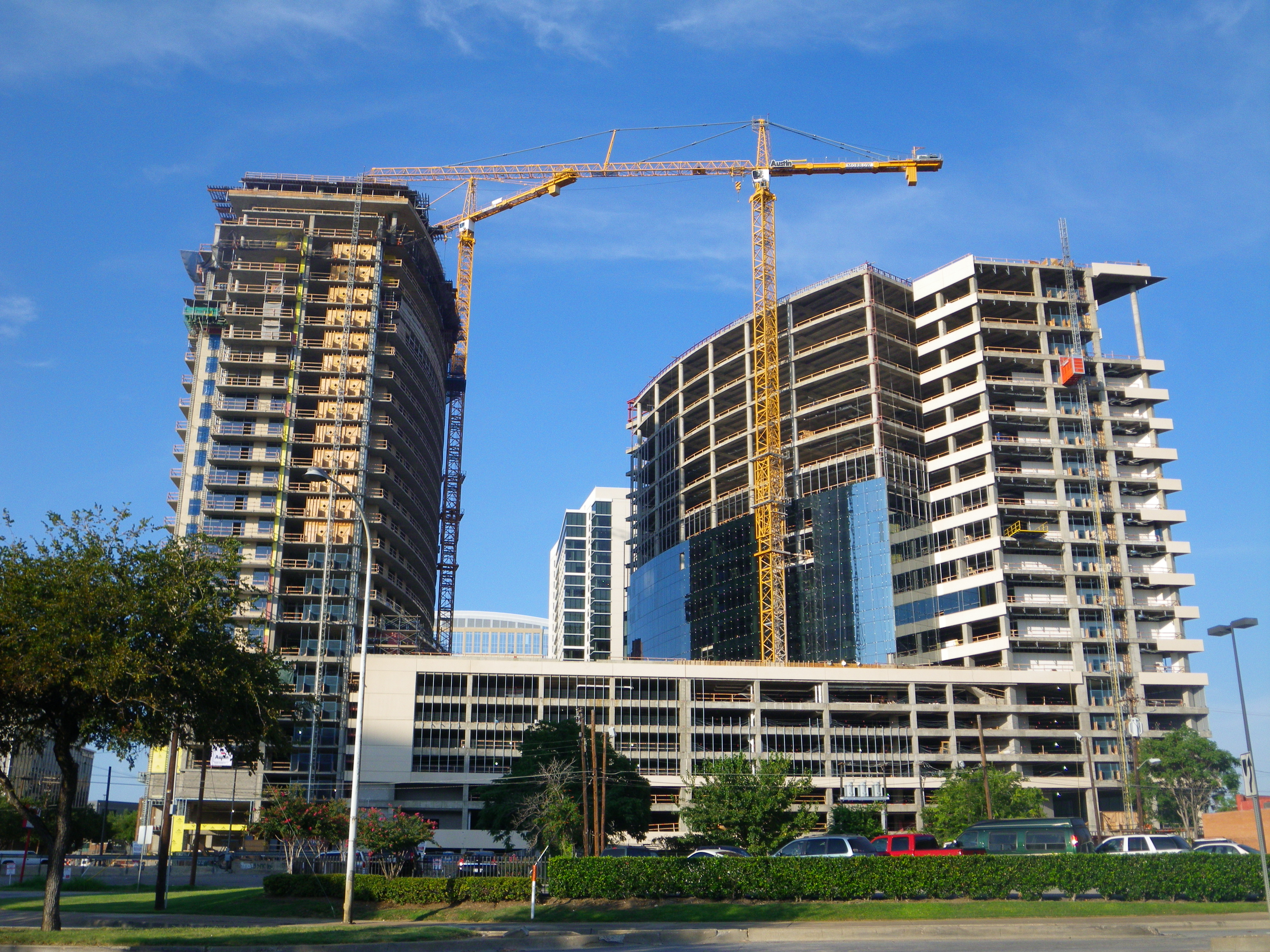
建設現場の タワークレーン
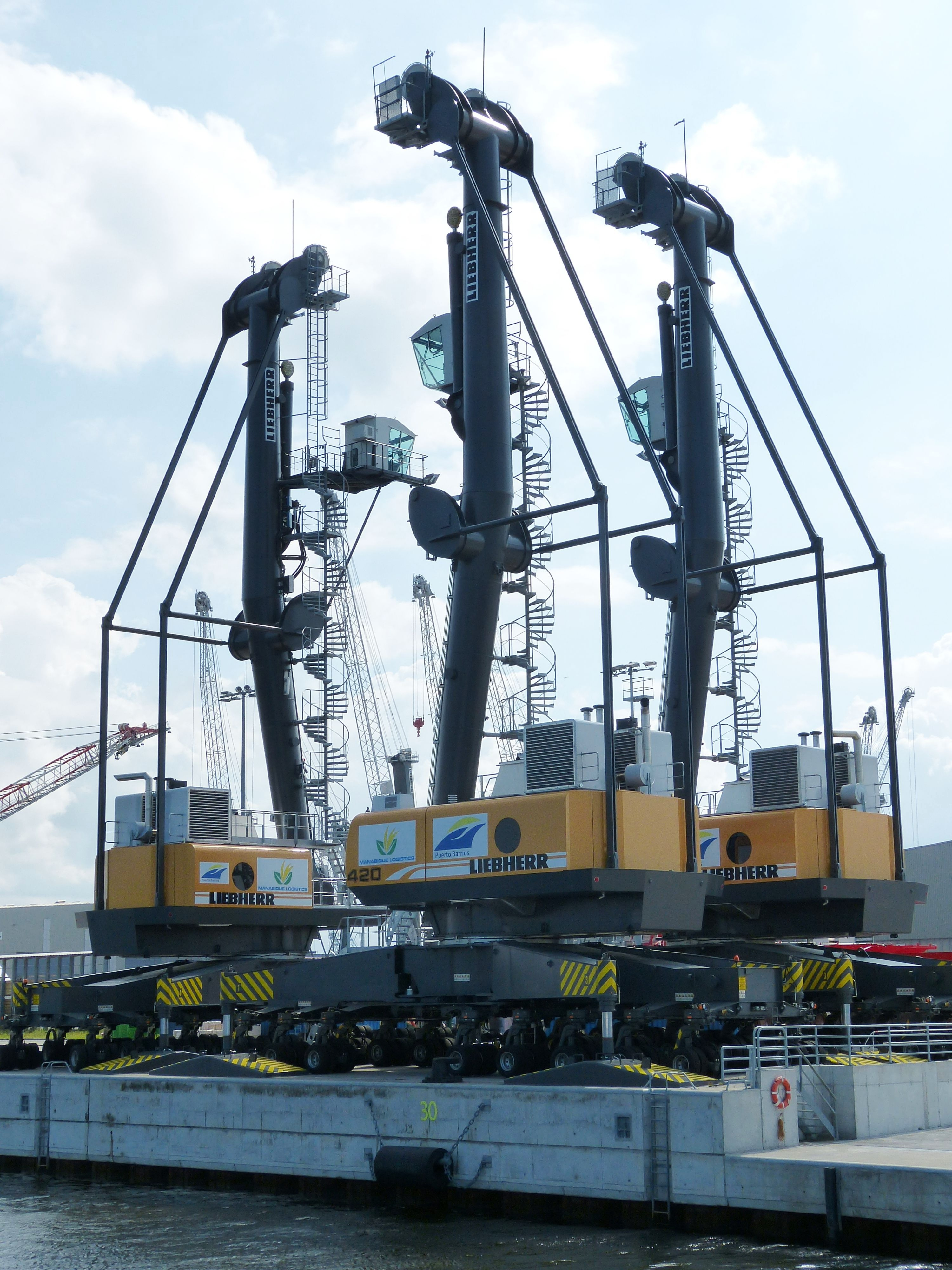
LHM420 港湾モバイルクレーン
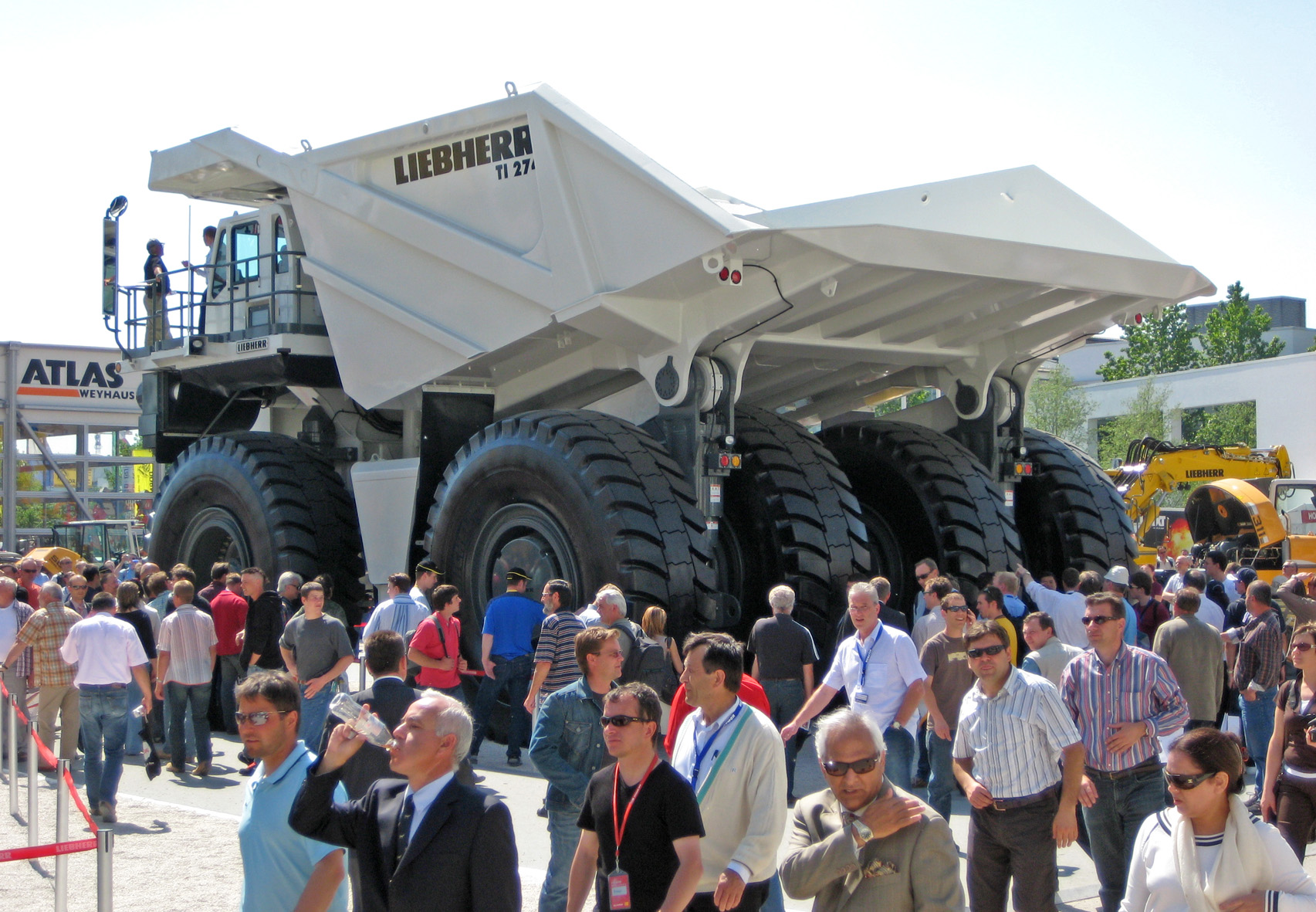
TI 274 ダンプトラック
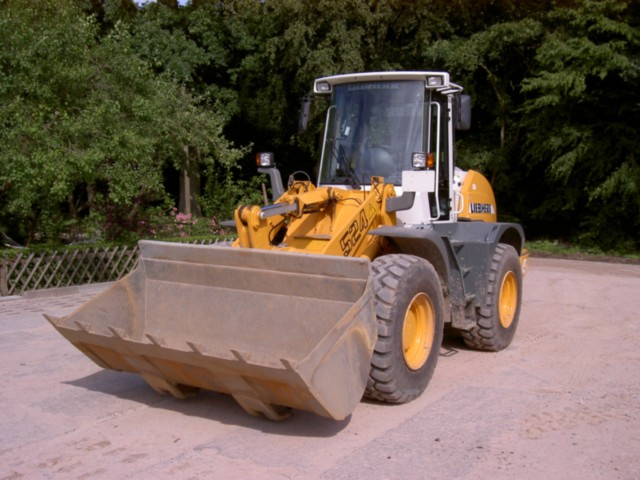
L 524 ホイールローダー
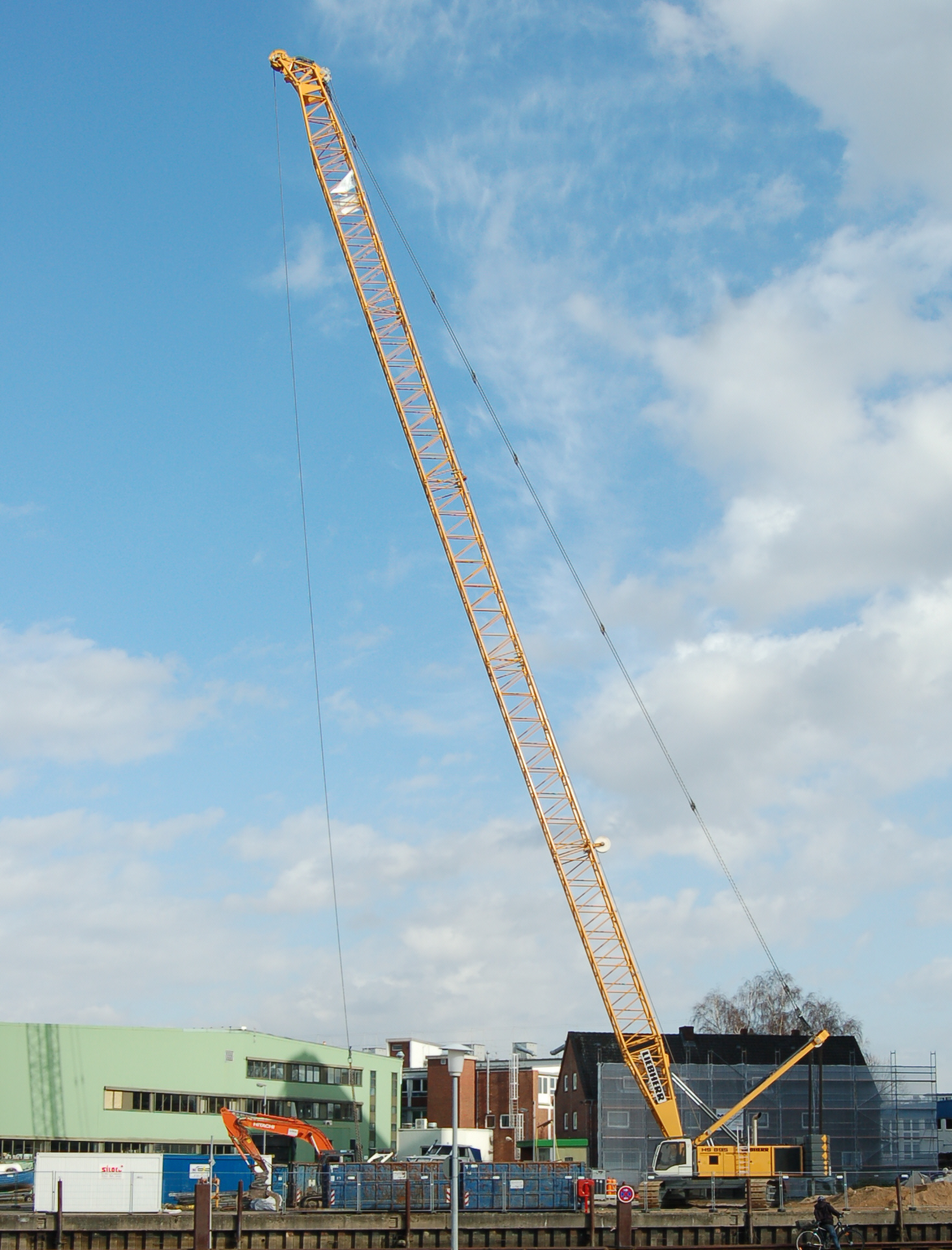
HS 895 ロープショベル
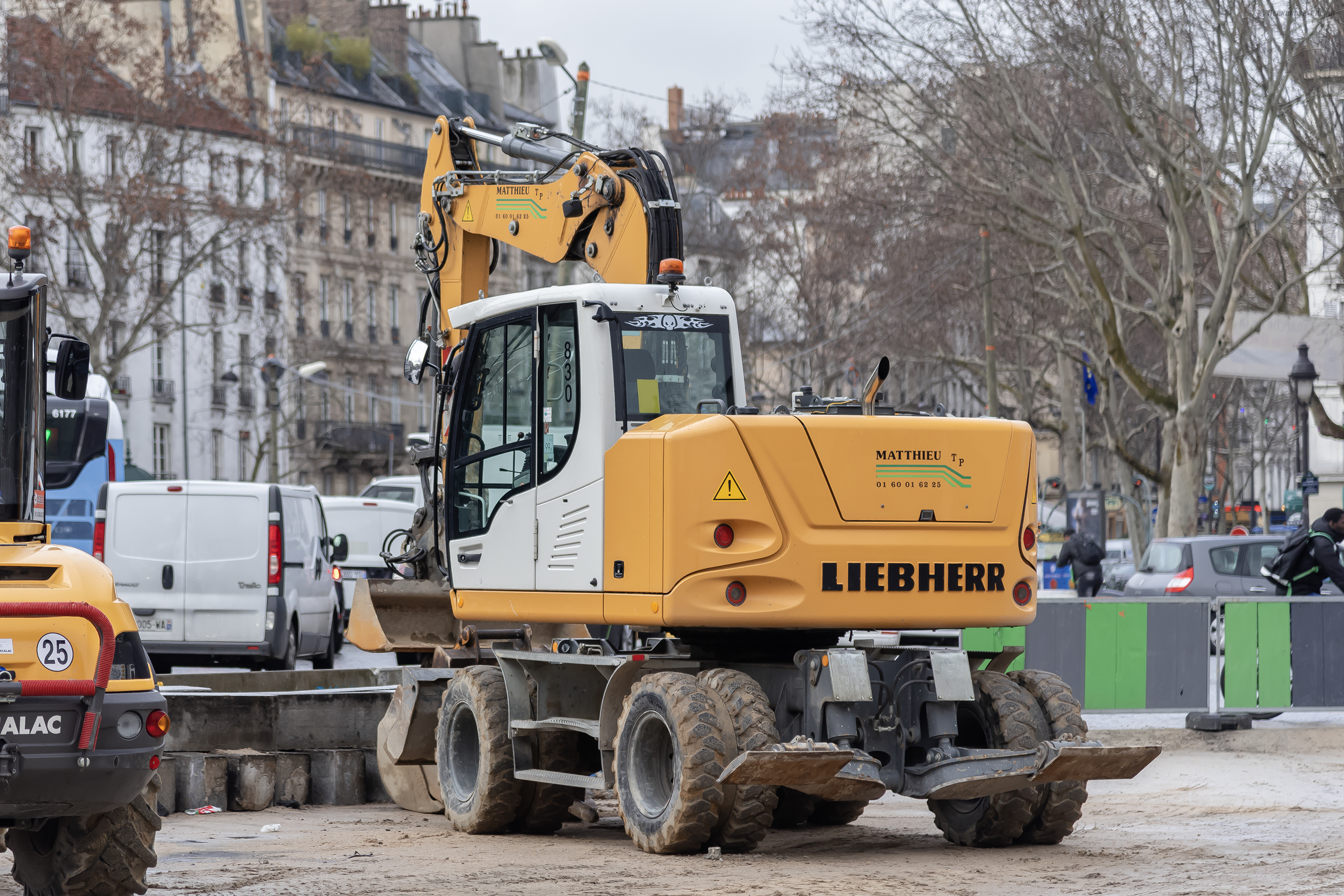
A 910 コンパクトショベル
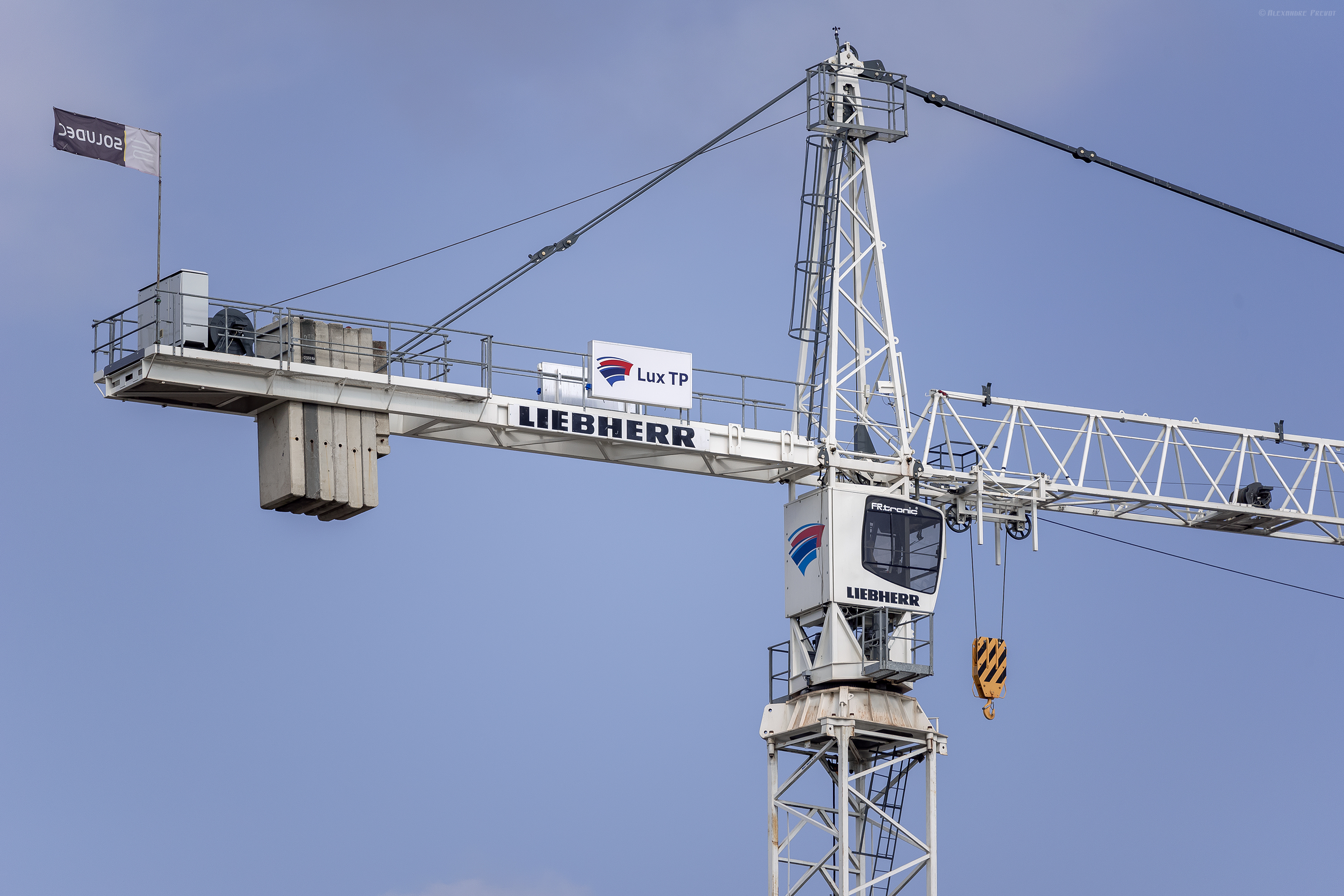
取引先企業のカラーに塗装された タワークレーン
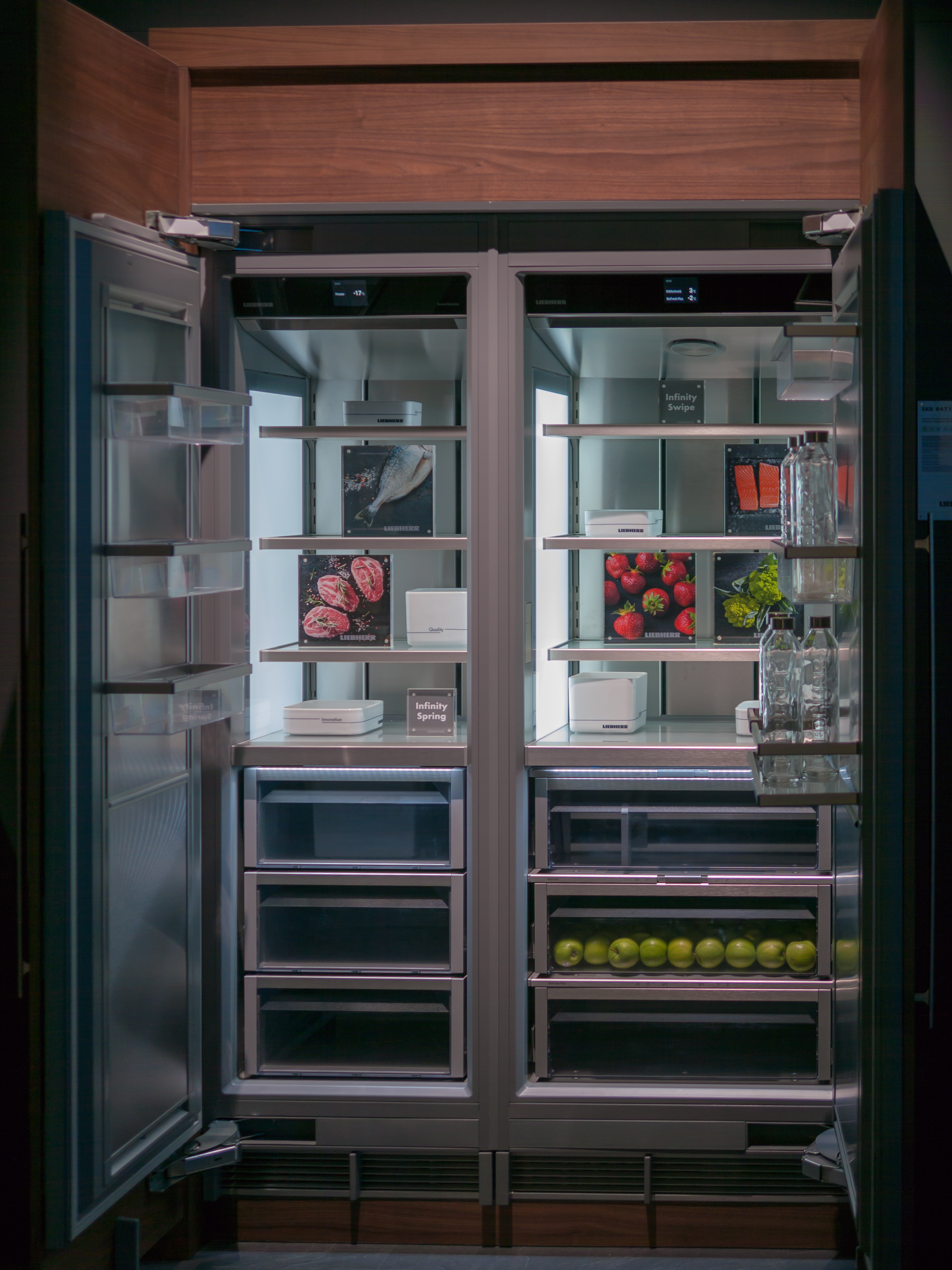
冷蔵庫 Monolithシリーズ
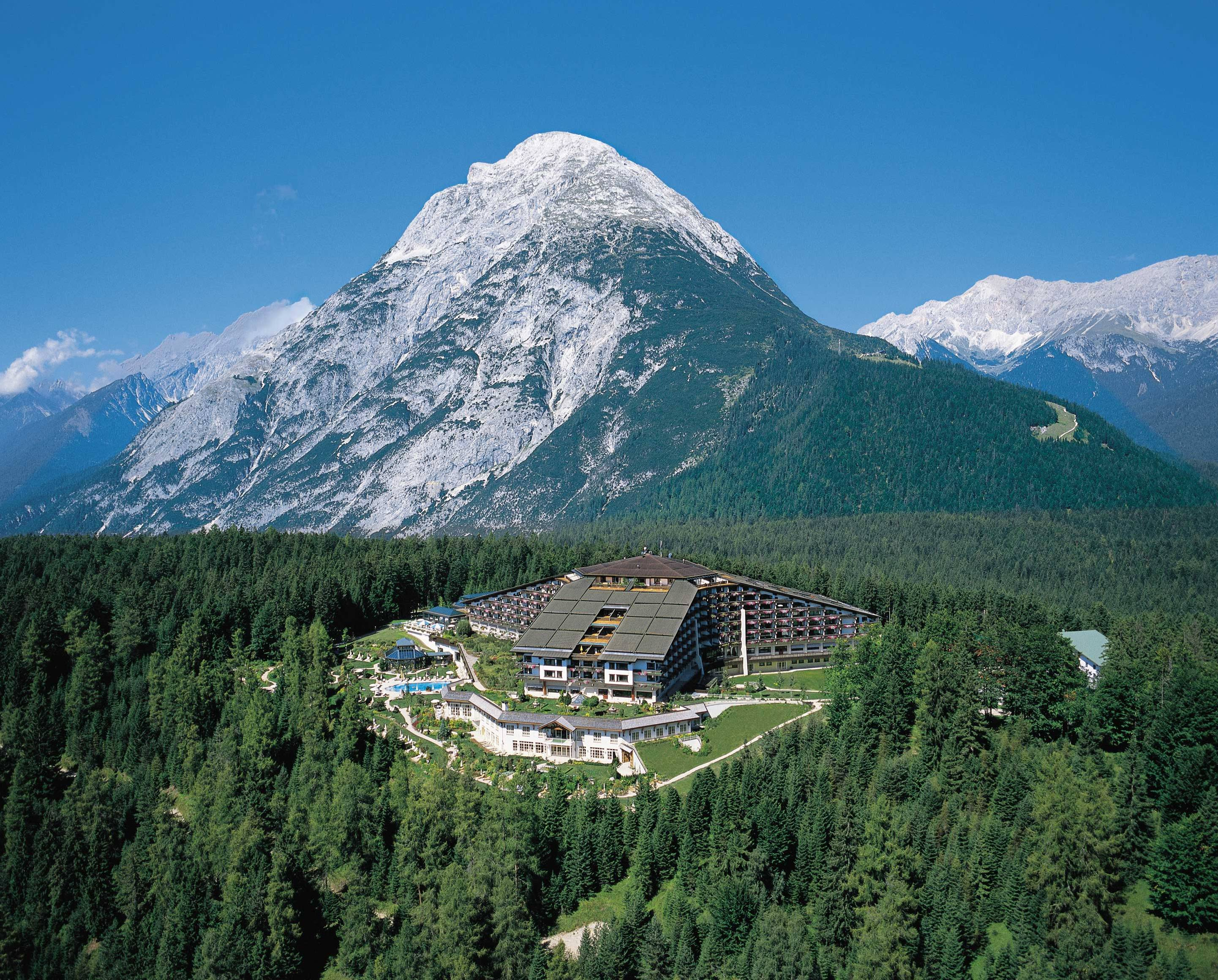
ホーエムンデ山近くの ホテル

### 日本法人
横浜市鶴見区大黒町に、日本法人であるリープヘルジャパンを置く。リープヘルジャパン株式会社は移動式クレーン部門の海外営業所である。